# Akamantis (Phyle)
Akamantis (altgriechisch Ἀκαμάντις) war die fünfte von zehn Verwaltungsregionen (Phylen), in welche Kleisthenes bei seinen Reformen am Ende des 6. Jahrhunderts v. Chr. die attische Halbinsel einteilte. Von den drei früheren Zonen Attikas beinhaltete Akamantis die Trittyen Cholargos (vom Stadtbereich), Sphettos (vom Binnenland) und Thorikos (vom Küstenbereich).
Aus dem Binnen-Demos Sphettos der Region stammte der Philosoph Aischines, ein Schüler des Sokrates. Der städtische Bezirk Cholargos wiederum war nicht nur Geburtsort des Architekten Xenokles (welcher das Demeter-Heiligtum von Eleusis fertigstellte), sondern auch jener des berühmten Staatsmannes Perikles, der – als Nachfolger von Kleisthenes – Athen im 5. Jahrhundert in die attische Demokratie und sein goldenes Zeitalter führte.
Ihren Namen verdankte die Phyle dem mythischen Trojakämpfer Akamas, einem Sohn des Theseus und der Phaidra.